# 1996 v dopravě
Tento článek obsahuje seznam událostí souvisejících s dopravou, které proběhly roku 1996.

## Duben
- 1. dubna

 Přeznačením části motorovách vozů řady 810 ČD upravených pro provoz bez vlakové čety vznikla řada 809.

## Červen
- 3. června

  Byla obnovena nákladní železniční doprava na hraničním přechodu Medzilaborce–Łupków. Železniční doprava zde byla zcela zastavena od roku 1989.
- 4. června

 Na trati Kraľovany – Trstená byl zahájen pravidelný provoz dvou prototypů motorových vozů řady 811, které vznikly přestavbou z vozů řady Baafx.

## Červenec
- 1. července

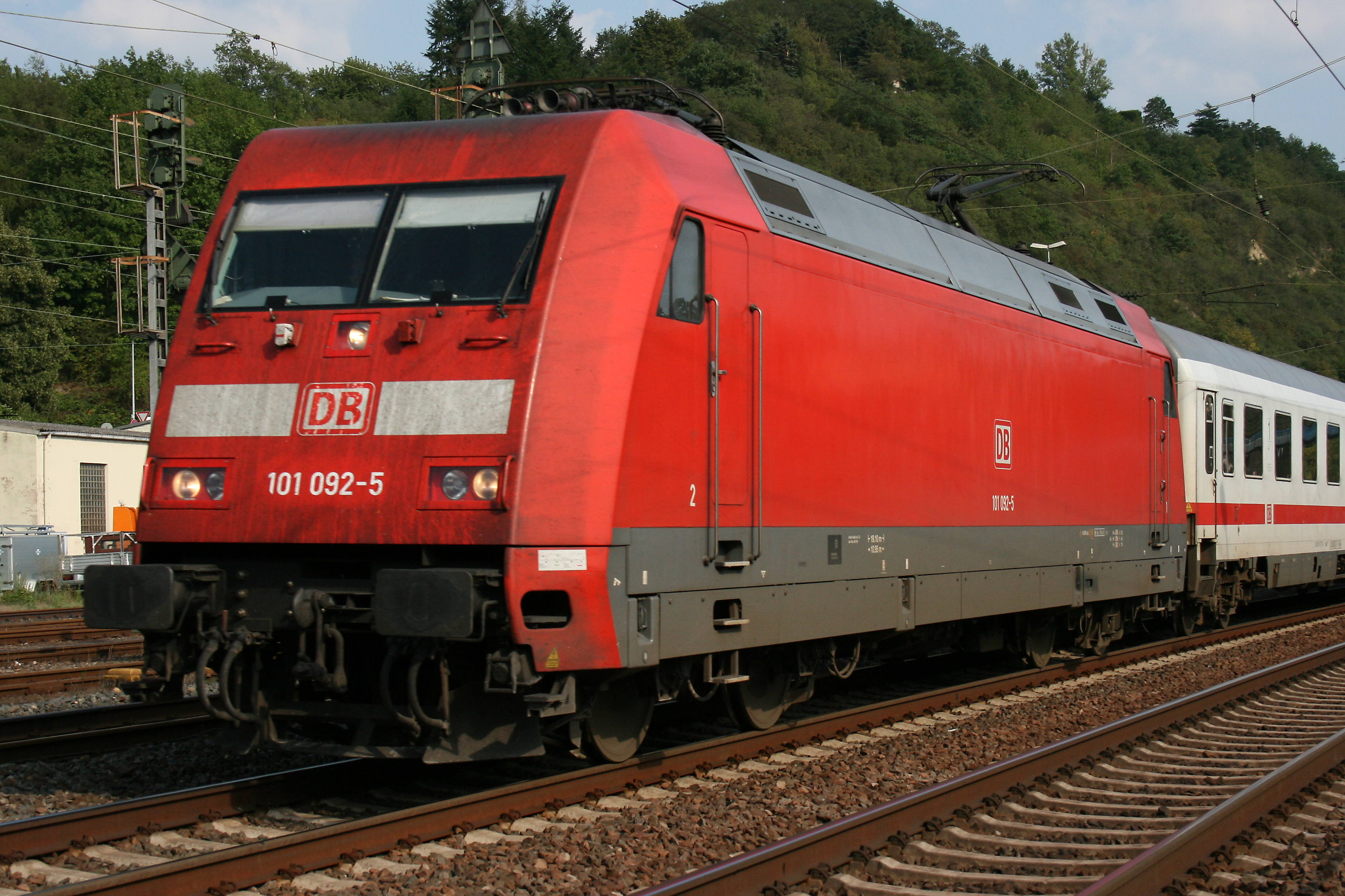
Lokomotiva řady 101 DB

 Proběhl roll-out elektrické lokomotivy řady 101, které začíná firma Adtranz dodávat dopravci Deutsche Bahn.

## Září
- 1. září

 V Liberci byl otevřen nový terminál městské hromadné dopravy Fügnerova, který navrhl architekt Patrik Kotas.
- 21. září

 Byl slavnostně zahájen elektrický provoz na trati z Plzně do Železné Rudy v úseku Plzeň–Klatovy. Pravidelný provoz v elektrické trakci začal o den později.

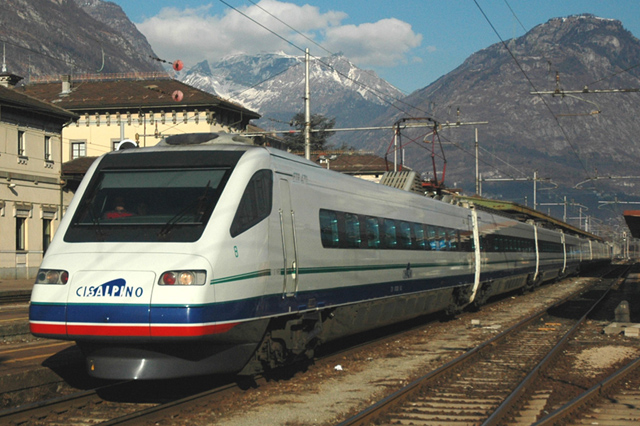
Jednotky ETR 470

  Společnost Cisalpino zahájila provoz stejnojmenných vlaků mezi Milánem a Ženevou. Na těchto vlacích jsou nasazeny jednotky Pendolino řady ETR 470.

## Říjen
- 4. října

 První elektrický vlak projel po Vlárské trati v úseku Brno–Blažovice a po tzv. Blažovické spojce mezi stanicemi Blažovice a Holubice.
 V Praze byl zahájen pravidelný provoz prototypu tramvaje Tatra RT6N1. Vozu vyrobenému v roce 1993 přidelil Dopravní podnik hl. m. Prahy evidenční číslo 9051.
- 12. října

 Byl otevřen zkušební železniční okruh u Źmigródu nedaleko Wrocławi. Délka okruhu je 7 725 m.
- 18. října

 Na dálnici D8 byl směrem od Prahy zprovozněn nový úsek Úžice – Nová Ves o délce 9 km.